# Petr Kment
Petr Kment (20. srpna 1942 Praha, Protektorát Čechy a Morava – 22. srpna 2013 Praha, Česko) byl český zápasník, reprezentant Československa v zápase řecko-římském. Olympionik, který získal bronzovou medaili z Olympijských her, v roce 1968 se stal také mistrem Evropy.
V Mexiku 1968 získal bronz v řecko-římském zápase v těžké váhové kategorii. Dále je držitelem zlaté medaile z mistrovství Evropy 1968.

## Sportovní kariéra
Rodák z pražských Nuslí zápasil v obou stylech, ale na mezinárodních žíněnkách dával přednost zápasu řecko-římskému. Když mu bylo třináct let, odvedl ho otec, bývalý boxer, do zápasnického oddílu RH Praha, kde od počátku zápasil v nejvyšší váhové kategorii. Měl pro ni ostatně značné předpoklady – už v tomto věku vynikal značnou silou a pohotovostí a vážil 101 kg. V Rudé hvězdě začínal pod vedením trenéra Kvačka, později ho převzal jeho vzor Josef Růžička, stříbrný olympionik z Helsinek.
Reprezentační křest na velkých mezinárodních soutěžích měl velkolepý, odehrál se na Hrách XVIII. olympiády 1964 v Tokiu. Kment se tu v těžké váze nad 97 kg v klasickém stylu poprvé utkal se svými budoucími dlouholetými soupeři Maďarem Istvánem Kozmou a Anatolijem Roščinem z SSSR. V Tokiu ještě zůstal za medailovými pozicemi na čtvrtém místě. Na stupně vítězů vyskočil už o rok později na mistrovství světa 1965 v Tampere, kde byl třetí. Tato příčka mu jakoby byla souzená, v letech 1966 a 1967 ji v těžké váze pravidelně obsazoval jak na mistrovstvích světa, tak na mistrovstvích Evropy.
Před odjezdem na Hry XIX. olympiády 1968 v Mexiku dosáhl ve švédském Västers svého životního úspěchu. Ve finále evropského šampionátu porazil 150 kg těžkého Kozmu a stal se mistrem Evropy v těžké váze. Na žíněnce v Mexiku však zase skončil třetí za Kozmou a Roščinem. Od roku 1970, kdy se vytvořila supertěžká váha nad 100 kg, zápasil v této kategorii. Lepších výsledků dosáhl na mistrovstvích světa – v Sofii 1971 byl tradičně třetí, v Teheránu 1973 však vybojoval stříbrnou medaili za Bulharem Alexandrem Tomovem. V supertěžké váze startoval rovněž na Hrách XX. olympiády 1972 v Mnichově, ovšem příliš se mu nedařilo a obsadil až sedmé místo.
V roce 1974 opustil závodní žíněnku a začal se věnovat trenérské práci. Vystudoval Fakultu tělesné výchovy a sportu Univerzity Karlovy v Praze, trénoval juniorskou reprezentaci, byl též předsedou federálního svazu zápasu. Vedle řady dalších funkcí stál v čele střediska zápasu Ministerstva vnitra. Byl místopředsedou Odboru přátel Slavie.
Zemřel v ranních hodinách ve čtvrtek 22. srpna 2013, dva dny po dovršení 71 let. Poslední rozloučení se konalo 30. srpna v 11 hodin ve Velké obřadní síni krematoria v Praze Strašnicích.

## Sportovní úspěchy

### Olympijské hry
- LOH 1964 – 4. místo
- LOH 1968 – 3. místo
- LOH 1972 – 7. místo

### Mistrovství světa
- Mistrovství světa 1965 – 3. místo
- Mistrovství světa 1966 – 3. místo
- Mistrovství světa 1967 – 3. místo
- Mistrovství světa 1971 – 3. místo
- Mistrovství světa 1973 – 2. místo

### Mistrovství Evropy
- Mistrovství Evropy 1966 – 3. místo
- Mistrovství Evropy 1967 – 3. místo
- Mistrovství Evropy 1968 – 1. místo
- Mistrovství Evropy 1970 – 6. místo
- Mistrovství Evropy 1972 – 6. místo